# فینال جام حذفی فوتبال انگلستان ۱۹۹۴

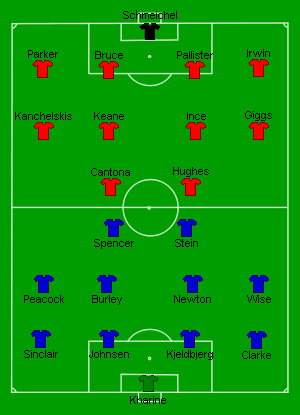
ترکیب دو تیم در بازی فینال جام حذفی ۱۹۹۴

فینال جام حذفی فوتبال انگلستان ۱۹۹۴، رقابت پایانی جام حذفی فوتبال انگلستان در سال ۱۹۹۴ میلادی است که مابین دو تیم باشگاه فوتبال منچستر یونایتد و باشگاه فوتبال چلسی در ورزشگاه ومبلی لندن برگزار شده‌است.
این مسابقه که در تاریخ ۱۴ مه ۱۹۹۴ انجام شده‌است با نتیجه ۴ بر ۰ به سود تیم باشگاه فوتبال منچستر یونایتد به پایان رسید.